# Nemotelus rugosus
Nemotelus rugosus är en tvåvingeart som beskrevs av James 1941. Nemotelus rugosus ingår i släktet Nemotelus och familjen vapenflugor. Inga underarter finns listade i Catalogue of Life.